# Jardin communautaire
Ne doit pas être confondu avec Jardin familial.

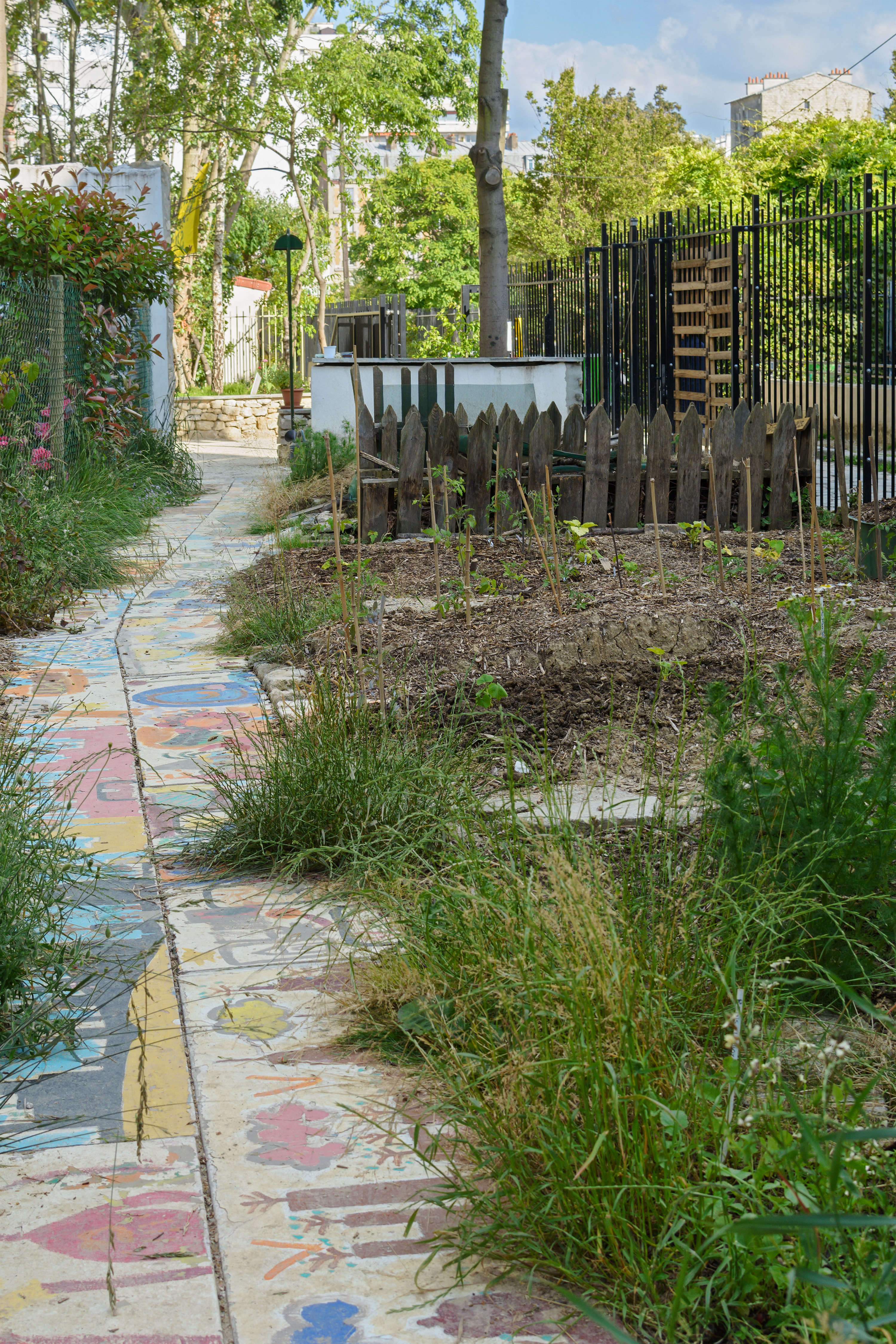
Le jardin partagé de la rue des Thermopyles dans le 14e arrondissement de Paris.

Le jardin communautaire, partagé, associatif ou encore collectif, est principalement un jardin potager rural ou urbain géré en commun par un groupe d’habitants. La dénomination de jardin partagé est celle choisie par l'État français depuis 2014 (bien que les autres appellations lui soient antérieures et restent largement utilisées dans le monde francophone) :

« On entend par jardins partagés les jardins créés ou animés collectivement, ayant pour objet de développer des liens sociaux de proximité par le biais d’activités sociales, culturelles ou éducatives et étant accessibles au public. »

## Histoire

### Origines du jardin communautaire
Les jardins communautaires ont une longue histoire. En Europe, au Moyen Âge, toutes les terres étant détenues par des seigneurs, on observe des communautés villageoises se rebeller et se regrouper sur des terres collectives afin de défendre leurs droits d'usage,,. De même, au cours de la Première Révolution anglaise (1641-1649), c'est encore une rébellion contre le pouvoir qui pousse les diggers, ou bêcheux, à accaparer des terres afin de protester contre l'enclosure act, l'appropriation privée de biens communaux.
L'occupation et la gestion en commun de terrains vacants furent souvent dictées par des périodes de crises économiques, notamment au cours de la fameuse Panique de 1893, et par des guerres (les liberty gardens de la Première Guerre mondiale et les victory gardens de la Seconde).
Nés de la révolution industrielle, c'est au début du XIXe siècle qu'apparaissent les premiers jardins ouvriers officiels sous le nom de « champs des pauvres » en Angleterre et de « jardins des pauvres » en Allemagne afin que les populations les plus défavorisées puissent y cultiver ce qui est nécessaire à leur survie. En France, il faut attendre les années 1890 pour que diverses initiatives locales inspirent l'abbé Jules Lemire, député du Nord, à mettre un coin de terre à disposition des ouvriers : la Ligue Française du Coin de Terre et du Foyer est née et prend bientôt une ampleur nationale. En 1921, comptant désormais 47 000 jardins ouvriers, elle devient la Fédération nationale des jardins ouvriers. À son apogée, en 1945, à l'époque ou la guerre et ses privations avaient incité les habitants des villes à investir l’espace public pour y cultiver ce qui faisait défaut dans le commerce, elle compte plus de 250 000 parcelles.
Dans les années qui suivent, des populations autres qu'ouvrières sollicitant également des parcelles cultivables, ces dernières prennent alors le nom de « jardins familiaux », nom retenu par la loi de 1952 sur leur codification, et la Fédération devient la Fédération nationale des jardins familiaux, permettant à des familles aux revenus souvent modestes de se procurer légumes et fruits frais en les cultivant eux-mêmes.
Au cours des années 1970, années d’expansion et de développement économique, l'engouement pour ce type d'initiative connaît un fort déclin en France tandis que dans le même temps, à New York, des citoyens lassés des friches urbaines qui les entourent investissent ces dernières pour les transformer en jardins de quartiers communautaires, créant ainsi les premiers community gardens urbains.

### Liz Christy et les premiers jardins communautaires urbains

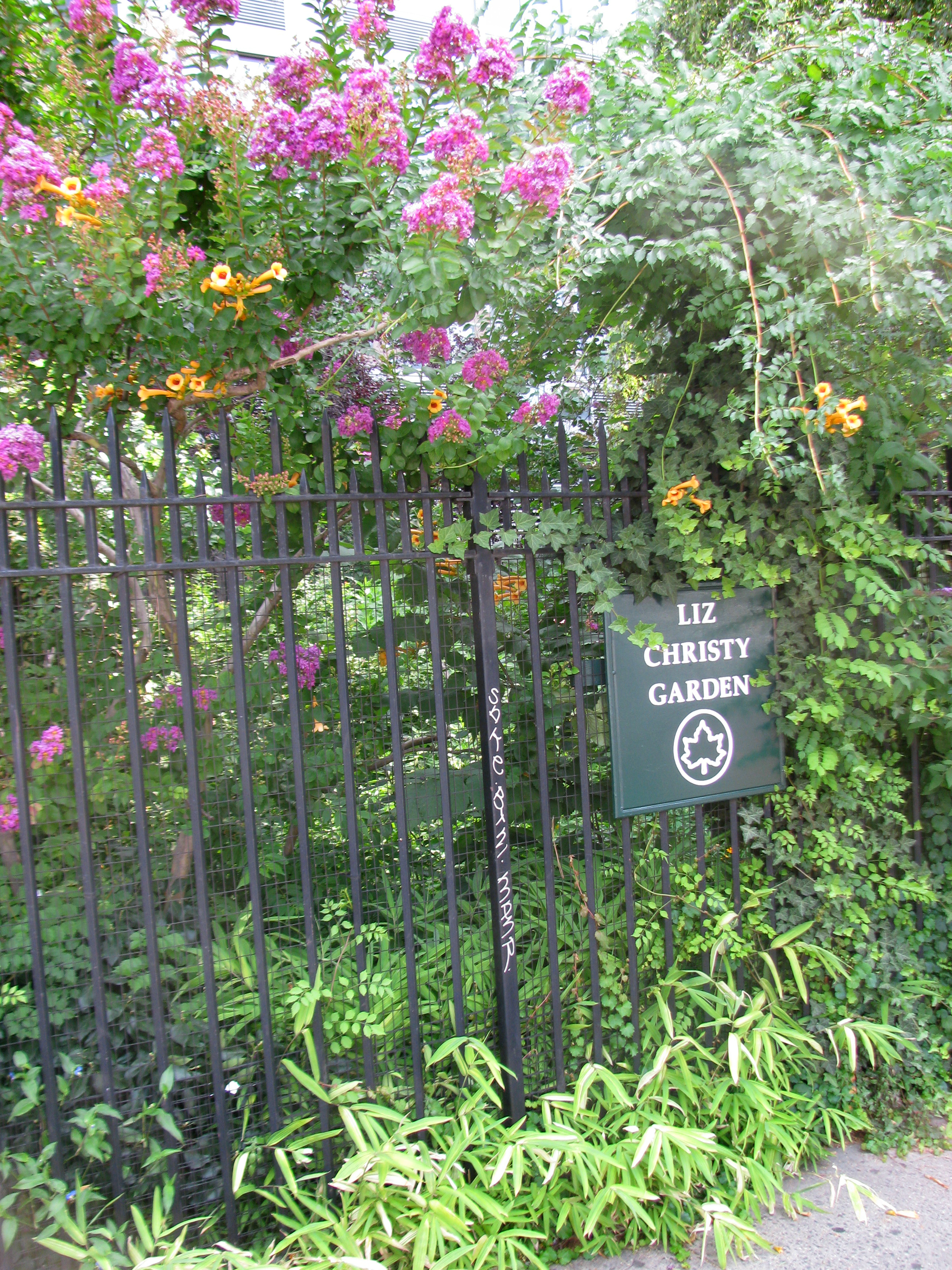
Le premier jardin communautaire de New York, créé par Liz Christy.

À New York, Liz Christy, une artiste qui vit dans le Lower East Side à Manhattan, se désole du nombre de terrains vagues dans son quartier. Aidée de quelques amis, elle tente d’y remédier en lançant des bombes de graines (seed bombs) par-dessus les grilles de terrains laissés à l’abandon pour les transformer en jardins. Les Green Guerillas (guérillas vertes) sont nées et en 1973, Liz Christy a l'idée de replanter complètement un espace laissé à l'abandon qui porte aujourd'hui son nom : le Liz Christy Garden, situé à l’angle nord est de Houston street et Bowery street dans Manhattan.
Ce jardin devient vite un espace d’expérimentations agricoles mais également un lieu de rencontres et de socialisation dans lequel collaborent des populations très diverses pour devenir le premier jardin partagé urbain. En quelques années, le mouvement se répand à travers toute la ville et le paysage new-yorkais subit une profonde mutation : sur des terrains abandonnés naissent des jardins collectifs destinés à créer de nouveaux espaces de sociabilité tout en sécurisant les quartiers.

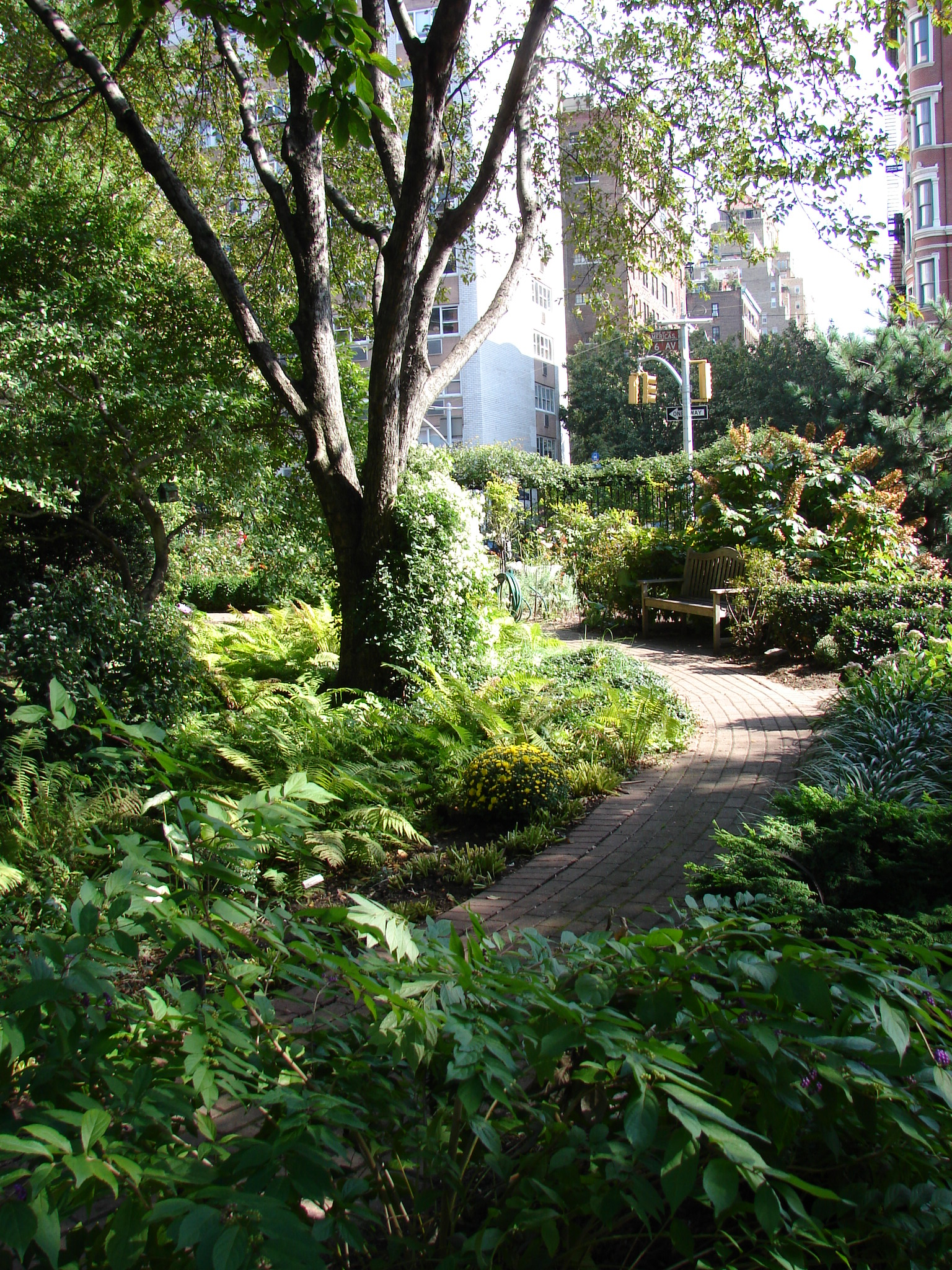
Le Jefferson Market Garden, jardin communautaire de l'arrondissement de Manhattan à New York.

Prenant conscience de leur rôle décisif dans la lutte contre la ségrégation raciale et sociale, la municipalité de New York lance en 1978 le programme Green Thumb afin d'aider au développement de ces parcelles. Ces initiatives donneront ensuite naissance au mouvement des jardins communautaires américains et à l'American Community Gardening Association (ACGA).
La guérilla verte a porté ses fruits, si bien qu'en 2015, il existe plus d'un millier de community gardens à New York et que des jardins partagés fleurissent aujourd'hui partout dans le monde, que ce soit à New York, Montréal, Tokyo, Berlin, Lille ou Paris. Certains sont de véritables joyaux cachés et produisent près d’une tonne de fruits et légumes par an, quand d’autres possèdent même leurs propres ruches et fournissent du miel.
Leur rôle n'est pas seulement d'embellir la ville ou de produire éventuellement de quoi se nourrir, mais également de créer du lien social dans des zones souvent difficiles : on y fête le printemps ou Halloween, des rencontres et des festivals y sont organisés, et certains même s'y marient.

### Du jardin familial au jardin communautaire
En France, jusqu’à la fin des années 1990, de nombreuses structures cherchent une issue au modèle du jardin familial jugé trop contraignant et peu flexible.
En 1996, des associations françaises de jardiniers se rendent à l’Assemblée générale des jardins communautaires de Montréal et y découvrent de nouvelles méthodes inspirées des jardins partagés américains. Très enthousiasmés et soutenus par la Fondation de France, ils organisent à Lille le premier forum national « Jardinage et citoyenneté » (1997) auquel ils invitent les associations new-yorkaises et québécoises qui y témoignent de leurs expériences devant le public français.
C’est de ces réunions que naîtra le réseau français des jardins partagés, « Le Jardin dans tous ses états », qui permet des échanges entre jardiniers, élus et techniciens de collectivités locales, et que sera conçu à Lille, en 1997, le premier jardin communautaire français, le Jardin des (Re)Trouvailles,.
Ce type d’initiatives se multiplie dans les années qui suivent : Brest, Villeurbanne, Marseille et Lyon créent leurs jardins partagés tandis qu'à Paris, où le premier jardin partagé n'apparaît qu'en 2002, le système s’institutionnalise. Très rapidement, la Mairie de Paris organise un réseau régi par un fonctionnement unitaire : le programme Main Verte qui réunira les jardins agréés sous une même appellation et une gestion commune. Il s'agit, pour les associations qui signent la charte, de respecter certaines normes tandis qu'en retour, ils reçoivent l’appui et la protection de la Ville.
À la suite de ces bouleversements, la Fédération nationale des jardins familiaux doit s'adapter : la notion de jardin familial s'élargit et en 2006, la Fédération devient la Fédération nationale des jardins familiaux et collectifs. Aujourd'hui, en 2018, elle fédère plus de 200 structures associatives, rassemble 20 000 familles de jardiniers et lance régulièrement de nouveaux concepts de plantations : parcelles en pied d’immeuble, jardins pédagogiques, carrés potagers, jardins dédiés aux personnes à mobilité réduite… La demande a explosé, car même si le besoin alimentaire est toujours présent, la fonction de ces jardins ouverts sur la ville a évolué et répond aux nouveaux besoins d’une société en mutation :

« Retrouver un lien et un contact physique avec la nature, lutter contre le stress, manger sainement, développer des relations sociales avec les autres jardiniers… Les jardins familiaux ont réinvesti le cœur des villes avec une mission : créer et renforcer le lien social. »

— La Fédération et son histoire, Fédération des jardins familiaux et collectifs

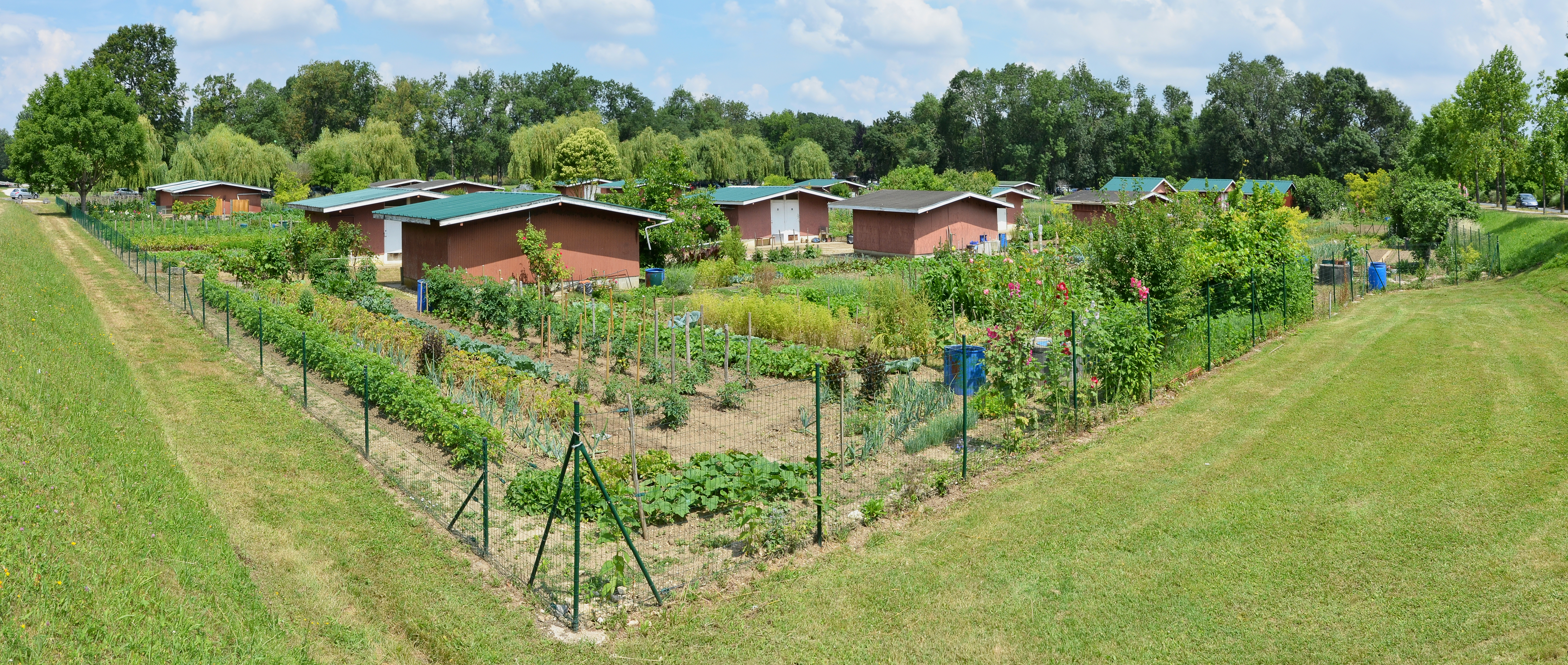
Vue panoramique de jardins familiaux à Angoulême, France.
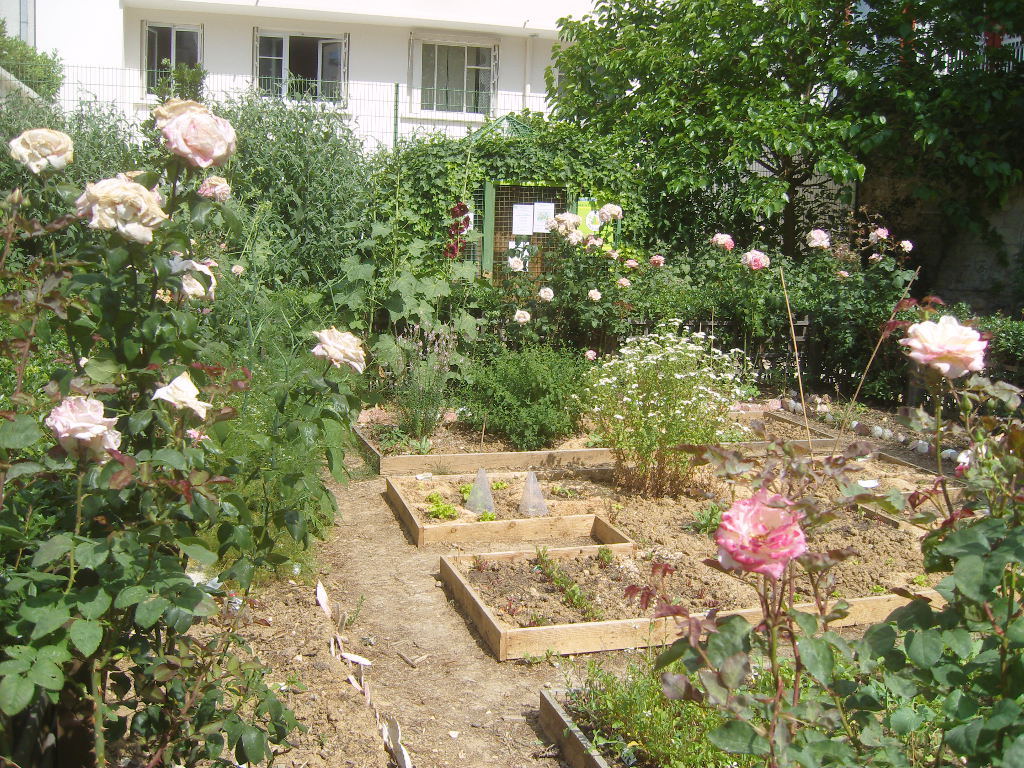
Un jardin partagé borde la pelouse du Jardin Paul-Nizan dans le 13e arrondissement de Paris[24].

## Enjeux des jardins communautaires
Le jardinage collectif d’un terrain, parfois laissé à l’abandon, améliore le cadre de vie et permet des échanges entre personnes d’origine géographique, de milieux sociaux et d'âges différents, favorisant d'autre part l’exercice physique et la détente en plein air.
Le respect de l’environnement est une valeur forte des jardins communautaires : les jardiniers choisissent des végétaux adaptés au sol et au climat et évitent certains produits (engrais chimiques, pesticides de synthèse…). Le compostage, la récupération de l’eau de pluie et la technique des cultures associées y sont très souvent pratiqués.
Ces jardins sont également des lieux d’éducation à l’environnement pour enfants et adultes, qui y apprennent la botanique, ou qui y observent la faune urbaine. Nombreux sont les jardins communautaires qui attribuent des parcelles aux écoles du voisinage et qui y mènent des projets pédagogiques.
Certains ont également une vocation d’insertion. Ils accueillent des personnes en situation de handicap, des bénéficiaires du revenu minimum d’insertion (RMI) ou des personnes victimes d’exclusion sociale qui y retrouvent joie de vivre et motivation dans le travail en commun.
Les jardins communautaires sont aussi des lieux d'initiative citoyenne. Certains d'entre eux (comme le Jardin solidaire, dans le 20e arrondissement de Paris, qui a été fermé à l'automne 2005 pour laisser la place à un gymnase et des logements sociaux) sont créés par des habitants qui n'attendent pas d'avoir une autorisation pour y proposer des activités. Parfois, un jardin n'existe que pendant quelques mois ou quelques années, en attendant qu'une autre affectation soit décidée. C'est le cas du jardin EcoBOX, dans le 18e arrondissement de Paris, qui a déjà existé sur deux emplacements,.
Les associations qui créent et gèrent un jardin partagé y proposent parfois des débats et des événements culturels qui sortent des sentiers battus. Il est fréquent d'y assister à des projections de films qui ne sont pas programmés à la télévision ou d'y débattre de sujets peu traités par les médias, comme la biodiversité, la relocalisation de l'économie ou le droit au logement. La gratuité, ou des prix très modérés, permettent d'ouvrir le jardin à tous.
Suivant Henri Lefebvre, on peut aussi percevoir les jardins communautaires comme des lieux destinés à conquérir son droit à la ville, c'est-à-dire un droit à une qualité de vie urbaine, et à ne pas être exclu de la centralité qu'offre la ville. Ces jardins expriment également un profond besoin d'autogestion, comme ailleurs les squats, les crèches parentales ou les bars et restaurants associatifs.

## Autour du monde
- Suisse : la ville de Lausanne a permis dès 1995 la création de jardins en pied d'immeubles, appelés plantages[28]. Le prix Schultess 2015 de Patrimoine suisse récompense la ville de Lausanne pour la qualité de ses réalisations dans l’art des jardins[29].
- Mali : en Afrique de l'Ouest, les jardins communautaires prennent une importance de plus en plus grande afin d'assurer l'auto-suffisance alimentaire[30].
- Pologne : les jardins sont situés le plus souvent dans des zones de bas fonds[précision nécessaire] près des villes et les utilisateurs sont des résidents d'appartements de proximité.
- Québec : les jardins communautaires sont divisés en parcelles individuelles cultivées par une seule personne ou par toute une famille. Ce type de jardinage est très populaire dans les grandes villes depuis le milieu des années 1970. Plus récemment sont apparus les « jardins collectifs », des terrains indivisibles où les différentes cultures sont exploitées en commun.

La ville de Montréal a également créé un programme municipal de jardins communautaires et a décidé de soutenir la végétalisation de l'espace public en soutenant les initiatives de « ruelles vertes ».
Le Jardin Collectif de l'Université de Sherbrooke a été créé en 2009 par la FEUS et a pour but de sensibiliser le public aux questions relatives à l'alimentation, la santé et l'environnement.